# Elinor Barker
Elinor Barker (Cardiff (Wales), 7 september 1994) is een Britse wielrenster die sinds 2022 rijdt voor de Noorse wielerploeg Uno-X. Op de baan werd zij Olympisch kampioen in de ploegenachtervolging en op de weg werd ze wereldkampioen tijdrijden bij de junioren.

## Biografie

### Op de baan
Barker werd met Lucy Garner en Amy Roberts in 2012 Europees kampioen ploegenachtervolging bij de junioren.
In de individuele en ploegenachtervolging bij de elite is Barker meervoudig Brits, Europees en wereldkampioen. Wereldkampioen werd ze namens het Verenigd Koninkrijk in 2013 in het Wit-Russische Minsk en in 2014 in het Colombiaanse Cali, samen met Laura Trott, Katie Archibald en Joanna Rowsell. Met hen en met Danielle King werd Barker ook Europees kampioen ploegenachtervolging in 2013, 2014 en 2015.

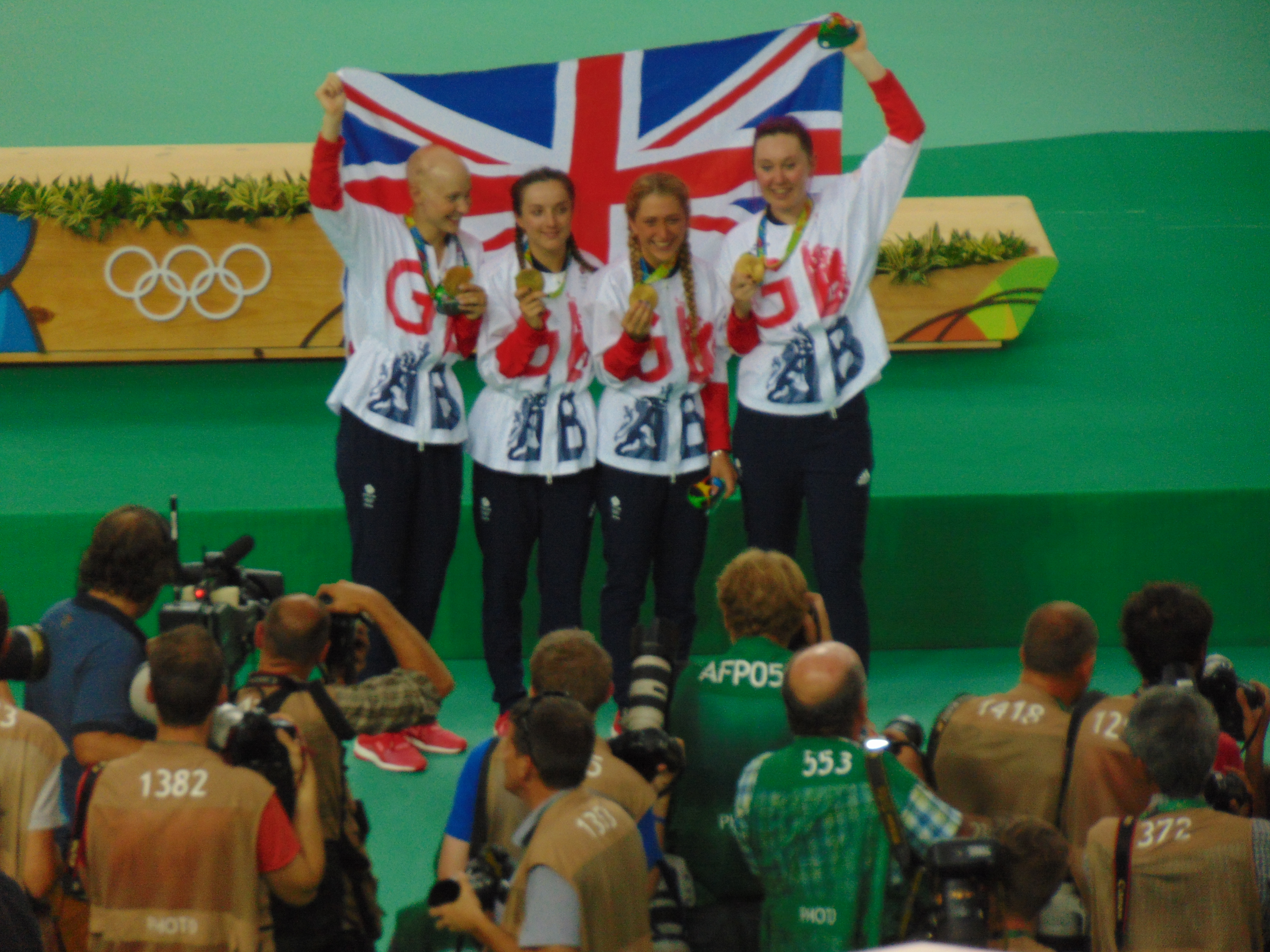
Olympisch kampioen in 2016 in Rio

Namens Groot-Brittannië won Barker, samen met Laura Trott, Katie Archibald en Joanna Rowsell goud op de ploegenachtervolging tijdens de Olympische Zomerspelen 2016 in Rio de Janeiro. Vijf jaar later reed ze tijdens de Olympische Zomerspelen 2020 in Tokio enkel de kwalificaties van de ploegenachtervolging; in de finale werd Groot-Brittannië verslagen door Duitsland met zes seconden.

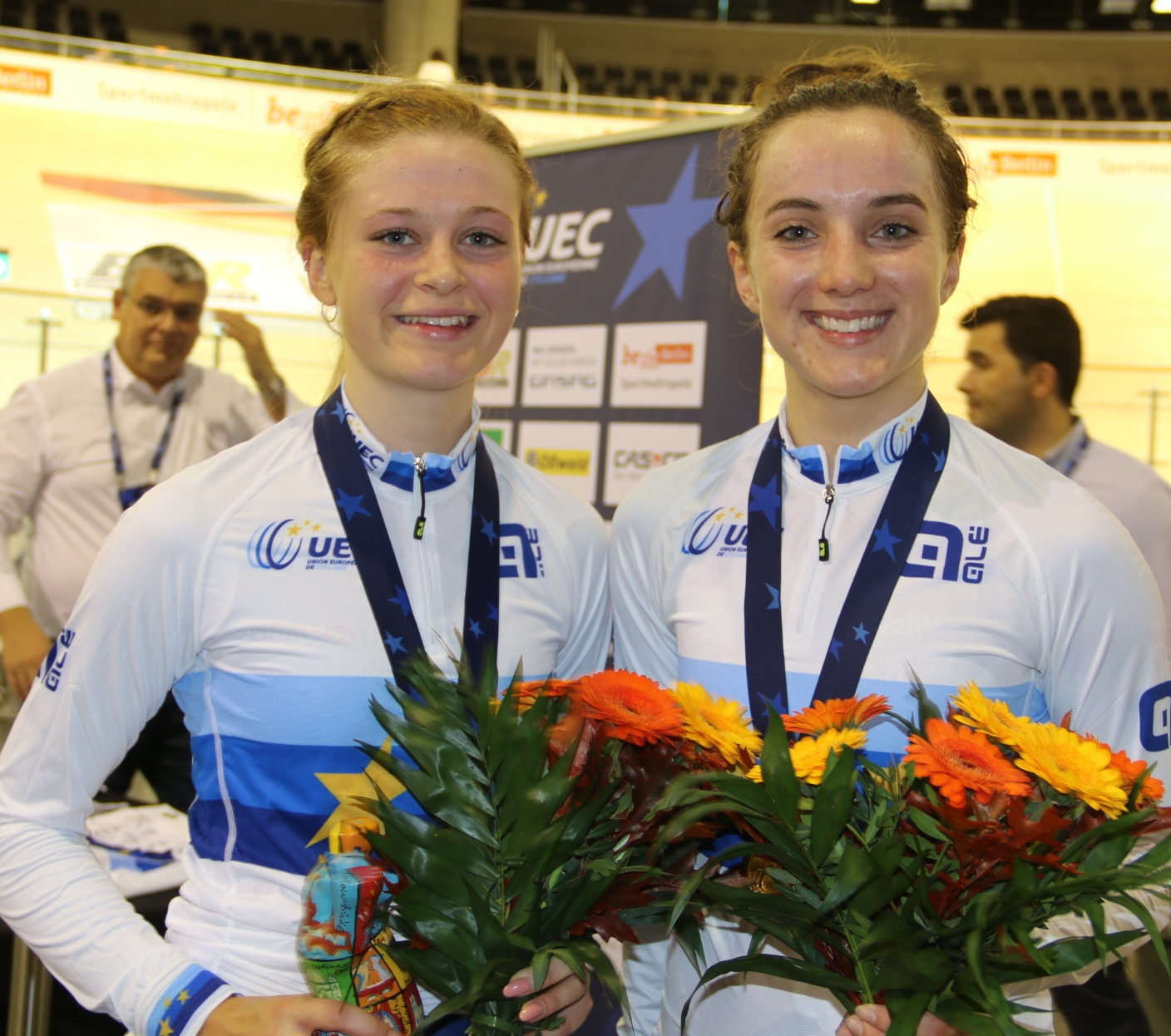
EK koppelkoers 2017 met Ellie Dickinson

Tijdens de Gemenebestspelen 2014 in Glasgow won ze zilver op de puntenkoers en brons op het onderdeel scratch. Vier jaar later won ze goud op de puntenkoers tijdens de Gemenebestspelen 2018 in Gold Coast. Samen met Eleanor Dickinson werd Barker in 2017 Europees kampioen in de koppelkoers; zij werden de opvolgers van Jolien D'hoore en Lotte Kopecky die een jaar eerder de eerste titel bij de vrouwen veroverden. Op de Wereldkampioenschappen baanwielrennen 2019 won Barker goud op het onderdeel scratch. In 2019 en 2020 won ze haar vierde en vijfde Europese titel in de ploegenachtervolging. Op het EK 2020 won ze tevens goud in de afvalkoers. Op het WK 2020 won ze goud in de puntenkoers, voor de Amerikaanse Jennifer Valente en de Noorse Anita Yvonne Stenberg.

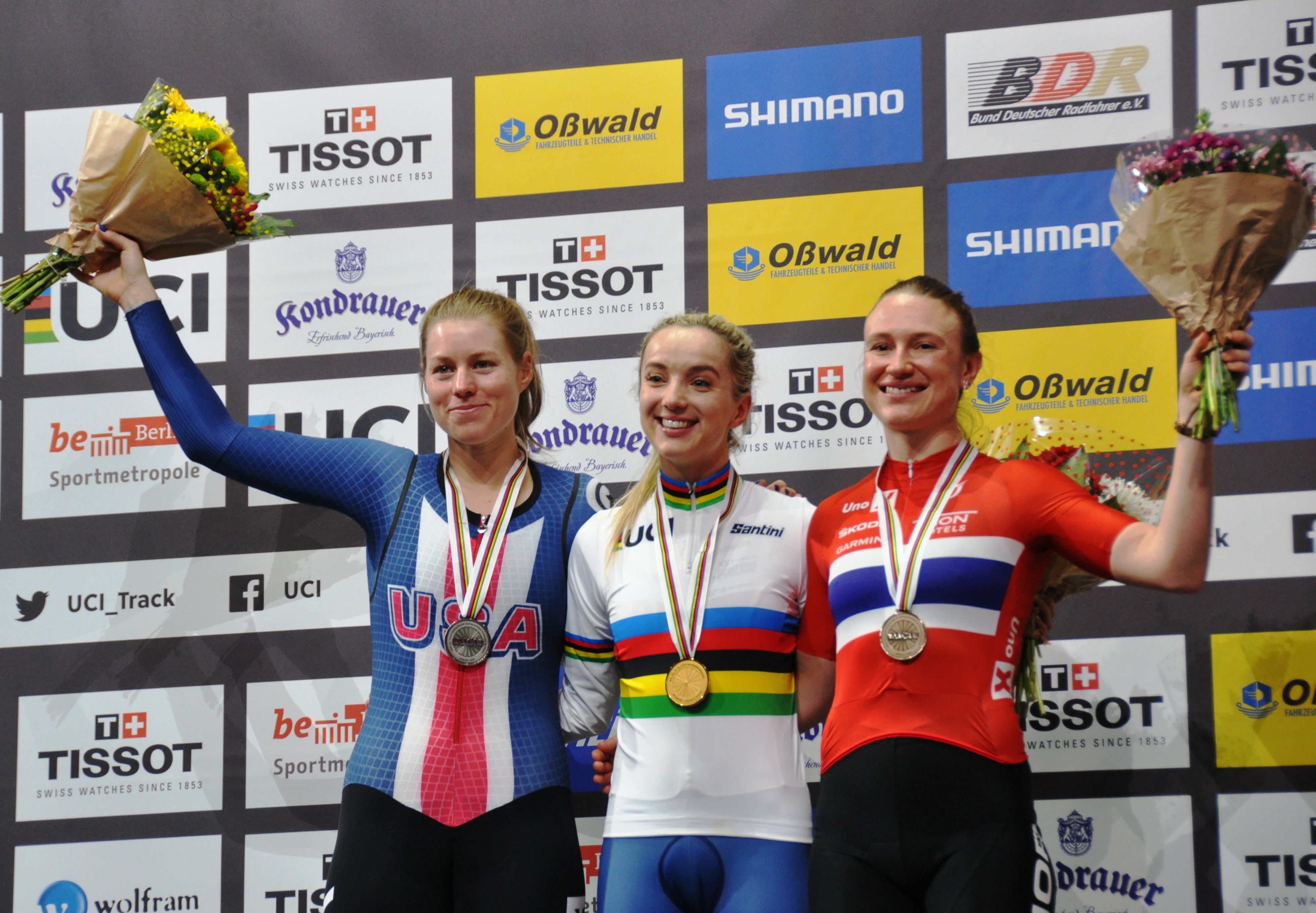
Wereldkampioen puntenkoers 2020

### Op de weg

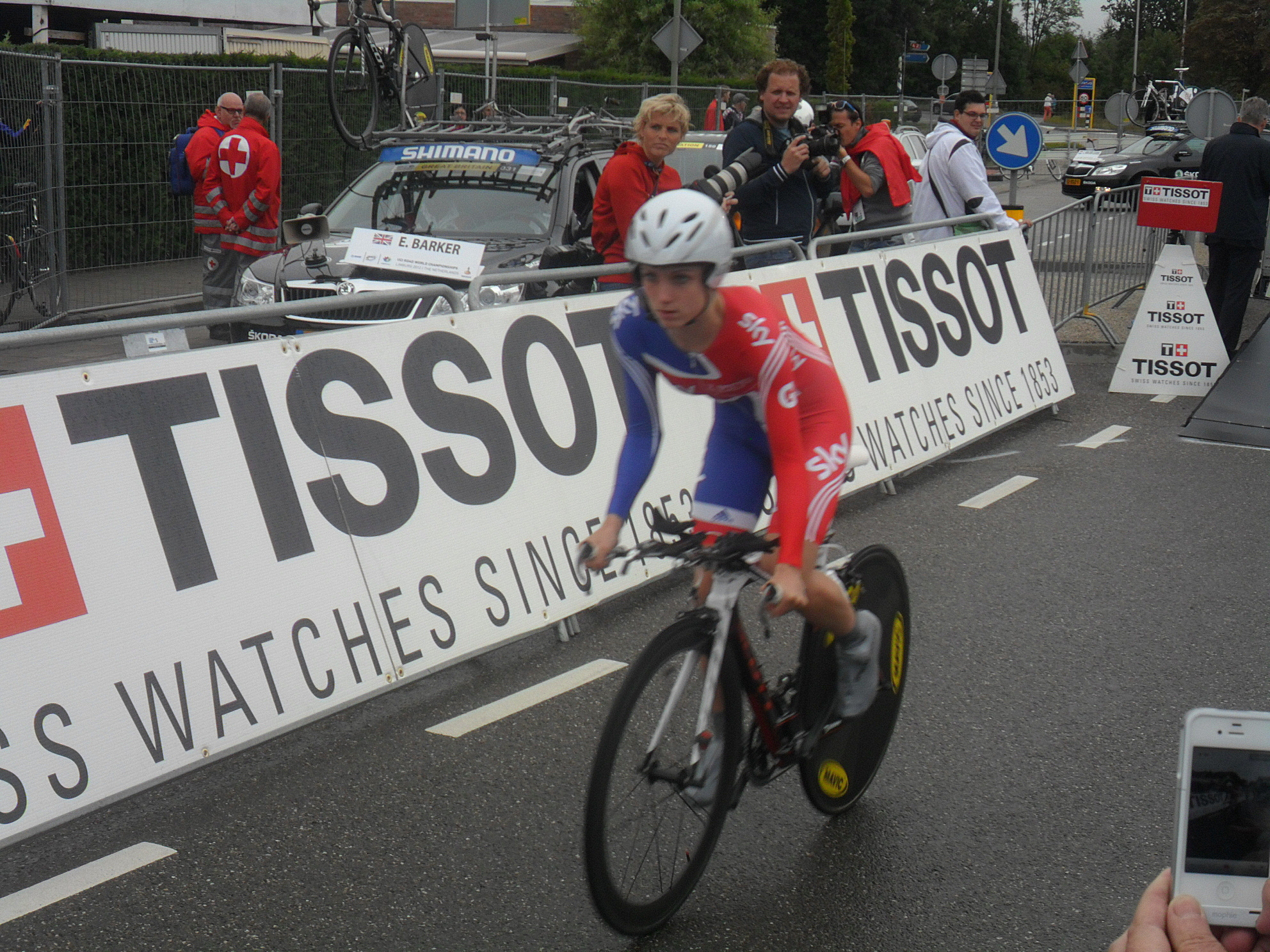
WK tijdrijden 2012 (junioren) in Valkenburg

In Valkenburg in 2012 werd Barker wereldkampioene tijdrijden bij de junioren; ze was ruim een halve minuut sneller dan de Deense Cecilie Uttrup Ludwig en ruim een minuut sneller dan de Nederlandse Demi de Jong. Een jaar eerder won ze in deze discipline zilver in Kopenhagen. Bij de elite werd ze in 2014 vierde op het Brits kampioenschap tijdrijden en in 2017 werd ze vierde op het Brits kampioenschap op de weg. In dat jaar werd ze derde in de tijdrit Ljubljana-Domzale-Ljubljana en won ze een etappe in de BeNe Ladies Tour.
In juni 2022 maakte ze haar rentree op de weg, drie maanden na haar bevalling, tijdens het nationaal kampioenschap op de weg. Twee maanden later nam ze namens Wales deel aan de wegwedstrijd van de Gemenebestspelen 2022 in Warwick, bij Birmingham.

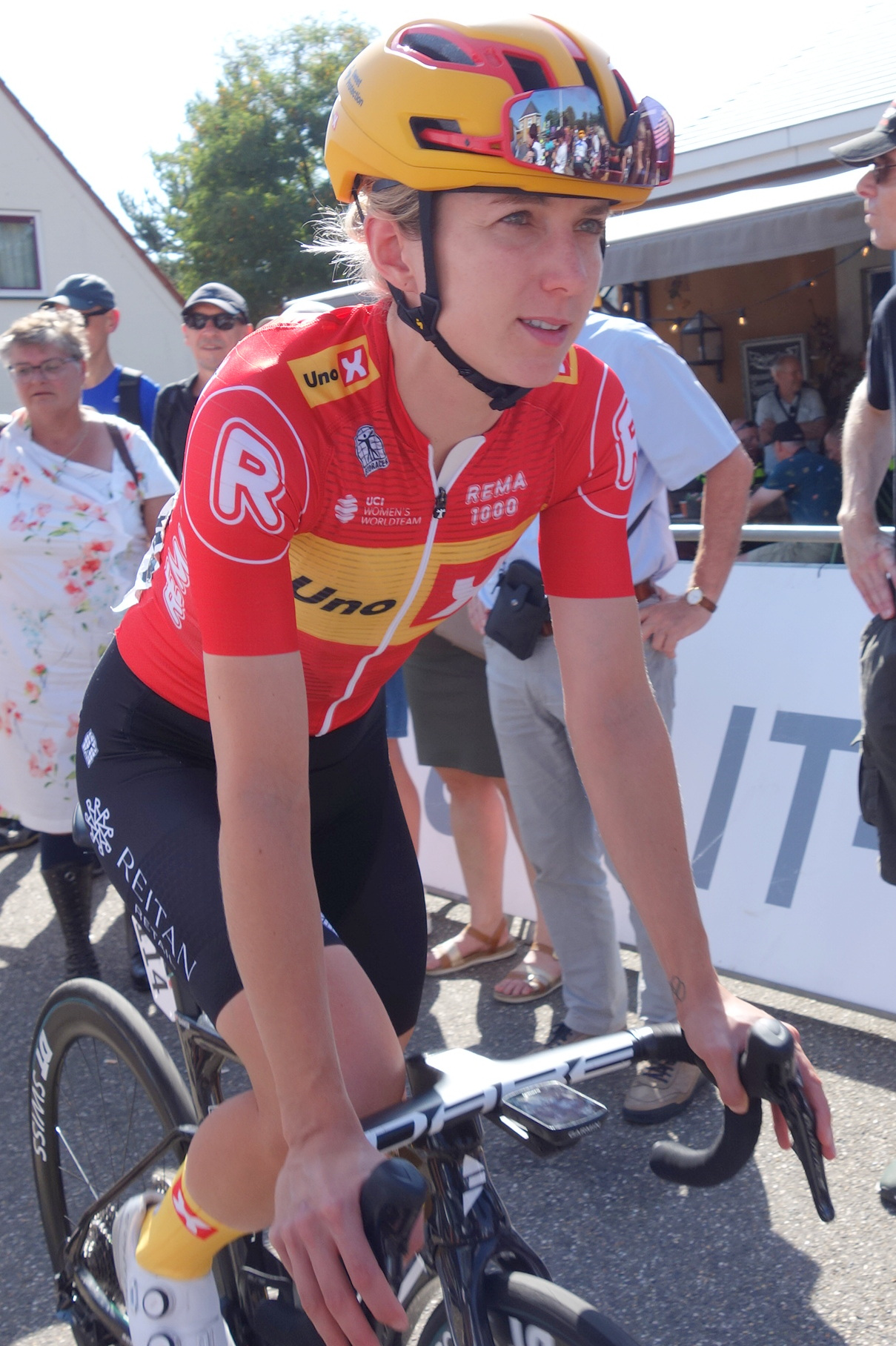
Barker tijdens de Simac Ladies Tour 2023

In 2013, 2014 en 2018 reed ze bij de Britse wielerploeg Wiggle Honda. In 2015 en 2016 reed zij voor Matrix Fitness Pro Cycling en in 2019 voor Drops Cycling Team. Eind 2021 tekende ze een contract bij de Noorse ploeg Uno-X.

### Persoonlijk
Elinor Barker maakte in 2019 bekend dat ze leed aan endometriose, wat bijna het einde van haar carrière betekende. In oktober 2021 maakte ze bekend dat ze al tijdens de Olympische Spelen in Tokio zwanger was. In maart 2022 beviel ze van een zoon. Haar jongere zus Megan Barker is ook wielrenster.

## Palmares

### Baanwielrennen
| Jaar        | BK                                    | EK                                              | WK                                            | Overig |                |
| Als junior  | Als junior                            | Als junior                                      | Als junior                                    | Als junior |                |
| ----------- | ------------------------------------- | ----------------------------------------------- | --------------------------------------------- | --- | -------------- |
| 2011        | achtervolging · scratch · puntenkoers | achtervolging                                   |                                               | |                |
| 2012        |                                       | ploegenachtervolging                            | achtervolging · omnium · ploegenachtervolging | |                |
| Als belofte |                                       |                                                 |                                               | |                |
| 2013        |                                       | achtervolging · puntenkoers                     |                                               | |                |
| Als elite   |                                       |                                                 |                                               | |                |
| 2013        | ploegenachtervolging · puntenkoers    | ploegenachtervolging                            | ploegenachtervolging                          | |                |
| 2014        | ploegenachtervolging · puntenkoers    | ploegenachtervolging                            | ploegenachtervolging                          | Commonwealth Games: · puntenkoers scratch · WB Guadalajara: · ploegenachtervolging · WB Londen: · ploegenachtervolging |                |
| 2015        |                                       | ploegenachtervolging                            | ploegenachtervolging                          | WB Manchester: scratch                                                                                                 |                |
| 2016        | ploegkoers                            | scratch                                         | ploegenachtervolging                          | Olympische Spelen: · ploegenachtervolging · WB Apeldoorn: · puntenkoers                                                |                |
| 2017        | omnium · scratch                      | koppelkoers · ploegenachtervolging              | ploegkoers · scratch                          | |                |
| 2018        |                                       |                                                 |                                               | Commonwealth Games: · puntenkoers                                                                                      |                |
| 2019        |                                       | ploegenachtervolging                            | scratch                                       | WB Glasgow: · ploegenachtervolging                                                                                     |                |
| 2020        |                                       | ploegenachtervolging · afvalkoers · koppelkoers | puntenkoers · ploegenachtervolging            | |                |
| 2021        |                                       |                                                 | ploegenachtervolging                          | Olympische Spelen: · ploegenachtervolging                                                                              |                |
| 2022        | geen deelnames                        | geen deelnames                                  | geen deelnames                                | geen deelnames | geen deelnames |
| 2023        |                                       | ploegenachtervolging · koppelkoers              | ploegenachtervolging · koppelkoers            | |                |
| 2024        |                                       |                                                 |                                               | Olympische Spelen: · koppelkoers · ploegenachtervolging                                                                |                |

### Wegwielrennen
2011
 Wereldkampioenschap tijdrijden (junior) in Kopenhagen
Stratford-upon-Avon Team Series
1e etappe Essex Giro
2012
 Wereldkampioen tijdrijden (junior) in Valkenburg
Jubilee Road Race
Duncan Murray Wines Road Race
4e etappe 2 Days of Bedford
2013
Otley Grand Prix
7e op Brits kampioenschap tijdrijden
2014
4e op Brits kampioenschap tijdrijden
7e in Tijdrit op Gemenebestspelen in Glasgow
2017
Eindklassement Rás na mBan
Etappe 2 A BeNe Ladies Tour
 Ljubljana-Domzale-Ljubljana (tijdrit)
4e op Brits kampioenschap op de weg
5e op Brits kampioenschap tijdrijden

### Resultaten in voornaamste wedstrijden
|      | \| Jaar \| Milaan-San Remo \| Gent-Wevelgem \| Ronde van Vlaanderen \| Amstel Gold Race \| Luik-Bast.‑Luik \| \| WK op de weg \| \| ---- \| --------------- \| ------------- \| -------------------- \| ---------------- \| --------------- \| \| ------------ \| \| 2017 \| \| \| \| \| \| \| 67e \| \| 2018 \| \| \| \| \| \| \| \| \| 2019 \| \| \| \| \| \| \| \| \| 2020 \| \| \| \| \| \| \| \| \| 2021 \| \| \| \| \| \| \| \| \| 2022 \| \| \| \| \| \| \| \| \| 2023 \| \| 7e \| 42e \| 36e \| opgave \| \| \| \| 2024 \| \| \| opgave \| \| \| \| 61e \| \| 2025 \| 71e \| \| \| \| \| \| \| |               |                      |                  |                 |  |              |
| Jaar | Milaan-San Remo | Gent-Wevelgem | Ronde van Vlaanderen | Amstel Gold Race | Luik-Bast.‑Luik |  | WK op de weg |
| 2017 | |               |                      |                  |                 |  | 67e          |
| 2018 | |               |                      |                  |                 |  |              |
| 2019 | |               |                      |                  |                 |  |              |
| 2020 | |               |                      |                  |                 |  |              |
| 2021 | |               |                      |                  |                 |  |              |
| 2022 | |               |                      |                  |                 |  |              |
| 2023 | | 7e            | 42e                  | 36e              | opgave          |  |              |
| 2024 | |               | opgave               |                  |                 |  | 61e          |
| 2025 | 71e |               |                      |                  |                 |  |              |

## Ploegen
- 2013 –  Wiggle Honda
- 2014 –  Wiggle Honda
- 2015 –  Matrix Fitness Pro Cycling
- 2016 –  Matrix Fitness Pro Cycling
- 2018 –  Wiggle High5
- 2019 –  Drops
- 2022 –  Uno-X Pro Cycling Team
- 2023 –  Uno-X Pro Cycling Team
- 2024 –  Uno-X Mobility
- 2025 –  Uno-X Mobility

2012: King, Rowsell, Trott ·
2016: Archibald, Barker, Rowsell, Trott  ·
2020: Brauße, Brennauer, Klein, Kröger ·
2024: Dygert, Faulkner, Valente, Williams
Barker · Bartelloni · Becker · Bronzini · Collins · Gilmore · Hagiwara · King · Kitchen · Roberts · Rowsell · Schnitzmeier · Trott · Villumsen
Barker · Bartelloni · Becker · Bertine · Bronzini · Collins · Fahlin · Gilmore · Hagiwara · King · Mullens · Roberts · Rowsell · Sanchis · Schnitzmeier · Trott · Villumsen
Archibald · Barbieri · Barker · Brennauer · Brown · Cordon · Cure · Edmondson · Fahlin · G. Garner · L. Garner · Leth · Longo Borghini · Ritter · Stewart · Yonamine · Wild
Ahtosalo · Andersen  · Barker  · Barnes  · Koerner  · Leth  · Lowden  · Ludwig  · Lutro  · Olausson  · Bjørndal Ottestad · Ysland
Ahtosalo · Andersen · Barker · Barnes · Confalonieri · Dideriksen · Berg Edseth · Koerner · Koster · Leth · Lowden · Ludwig · Lutro · Olausson · Bjørndal Ottestad · Ysland
Aalerud · Ahtosalo · Andersen · Anderson · Barker · Beekhuis · Berg Edseth · Boilard · Confalonieri · Dideriksen · Koerner · Koster · Leth · Lowden · Olausson · Bjørndal Ottestad · Ysland
Aalerud · Aasebø · Ahtosalo · Andersen · Anderson · Barker · Beekhuis · Berg Edseth · Boilard · Confalonieri · Gåskjenn · Gjertsen · Greve · Koerner · Koster · Bjørndal Ottestad · Ysland · Zanetti